# Remigiusz Sobański
Remigiusz Grzegorz Sobański (ur. 1 sierpnia 1930 w Miasteczku Śląskim, zm. 11 grudnia 2010 w Katowicach) – ksiądz katolicki, infułat archidiecezji katowickiej, doktor teologii; profesor nauk prawnych, nauczyciel akademicki Uniwersytetu Kardynała Stefana Wyszyńskiego w Warszawie i Uniwersytetu Śląskiego w Katowicach, specjalista w zakresie prawa kanonicznego.

## Życiorys
Absolwent II Liceum Ogólnokształcącego im. Stanisława Staszica w Tarnowskich Górach. Po maturze w 1949 wstąpił do Śląskiego Seminarium Duchownego w Krakowie. Studiował na Wydziale Teologicznym Uniwersytetu Jagiellońskiego, gdzie w 1954 uzyskał tytuł magistra teologii a kilka miesięcy później (również w 1954), na podstawie rozprawy pt. Zmniejszenie i zwiększenie poczytalności w prawie karnym kanonicznym, stopień doktora teologii. Po święceniach prezbiteratu, które otrzymał w 1954, pracował w Miasteczku Śląskim i Przełajce (dzielnica Siemianowic Śląskich), był tymczasowo administratorem w Woszczycach (dzielnica Orzesza), a następnie wikariuszem w parafiach w Szopienicach (dzielnica Katowic) i Zebrzydowicach (dzielnica Rybnika). W 1957 zamieszkał na probostwie parafii Najświętszego Serca Pana Jezusa w Chorzowie-Batorym (dzielnica Chorzowa).
Od 1957 sędzia, następnie oficjał Sądu Biskupiego w Katowicach, od 1989 pełnił funkcję wikariusza sądowego Sądu Diecezjalnego, od 1992 Metropolitalnego w Katowicach.
Od 1968 związany był z Akademią Teologii Katolickiej w Warszawie. Tam uzyskał stopień doktora habilitowanego nauk prawnych w zakresie prawa kanonicznego. W 1974 Rada Państwa PRL nadała mu tytuł naukowy profesora nadzwyczajnego, a w 1982 profesora zwyczajnego nauk prawnych. Kierował Katedrą Kościelnego Prawa Publicznego i Międzynarodowego ATK, a od 1982 Katedrą Teorii Prawa Kościelnego na Wydziale Prawa Kanonicznego, gdzie w latach 1975–1978 był dziekanem. Od 1978 do 1981 Prorektor, a w latach 1981–1987 Rektor ATK.
Od 1991 był profesorem zwyczajnym na Uniwersytecie Śląskim w Katowicach w Katedrze Prawa Cywilnego na Wydziale Prawa i Administracji. Był członkiem: Kolegium Redakcyjnego Śląskich Studiów Historyczno-Teologicznych, Komitetu Nauk Prawnych Polskiej Akademii Nauk, Kościelnej Komisji Konkordatowej. Był też ekspertem sejmowej Komisji Konstytucyjnej i Komisji ds. Ratyfikacji Konkordatu, konsultorem Kongregacji ds. Duchowieństwa oraz Rady Prawnej Konferencji Episkopatu Polski.
Pod jego kierunkiem stopnie naukowe doktora otrzymali m.in. Magdalena Sitek i Piotr Kroczek.
Otrzymał Wielką Złotą Odznakę Styrii „za szczególne zasługi dla Styrii”, austriacki Krzyż Zasługi na Polu Nauki i Sztuki I klasy. Był doktorem honoris causa nadany przez Wydział Teologii Katolickiej Reńskiego Uniwersytetu Fryderyka-Wilhelma w Bonn, kawalerem Bizantyjskiego Zakonu Grobu Świętego, kapelanem Jego Świątobliwości.
W 2000 został odznaczony Krzyżem Komandorskim Orderu Odrodzenia Polski. W 2004 otrzymał godność protonotariusza apostolskiego supra numerum.
W 2005 roku otrzymał nagrodę Lux ex Silesia, a także został Honorowym Obywatelem Tarnowskich Gór. W 2007 roku otrzymał Złotą Wagę przyznawaną przez Naczelną Radę Adwokacką.
Został pochowany na cmentarzu przy ul. Henryka Sienkiewicza w Katowicach.

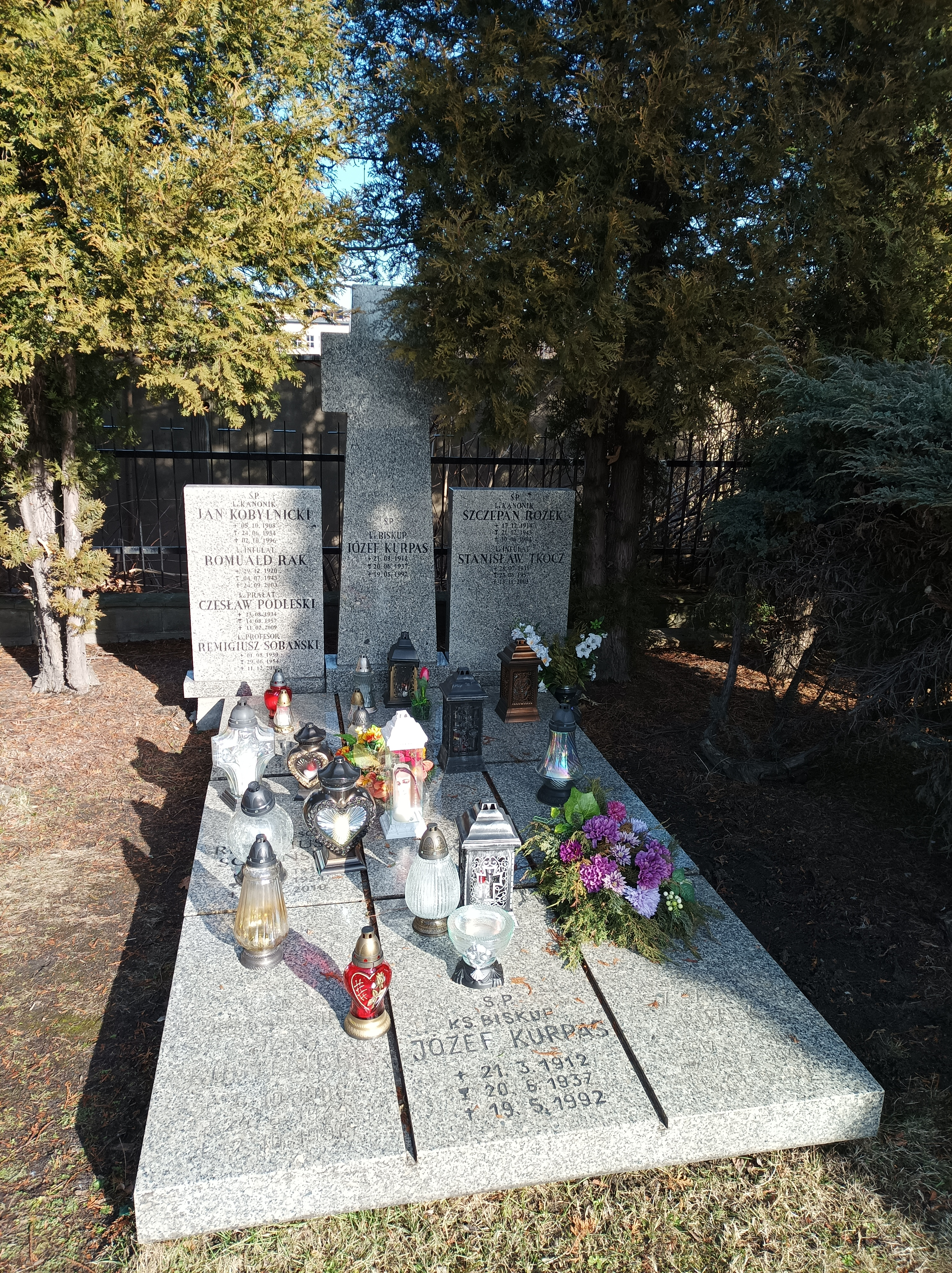
Grób ks. Remigiusza Sobańskiego na cmentarzu przy ul. Sienkiewicza w Katowicach

## Prace
- Polska bibliografia teologii i prawa kanonicznego za lata 1949-1968, Warszawa 1972 (wspólnie z Joachimem Romanem Barem).
- Kościół, prawo, zbawienie, Katowice 1980.
- Kościół jako podmiot prawa: elementy eklezjologii prawnej, Warszawa 1983.
- Teoria prawa kościelnego, Warszawa 1992.
- Prawa człowieka w państwie ekologicznym, Warszawa 1998 (red.)
- Nauki podstawowe prawa kanonicznego. 1, Teoria prawa kanonicznego, Warszawa 2001.
- Nauki podstawowe prawa kanonicznego. 2, Teologia prawa kościelnego, Warszawa 2001.
- Komentarz do Kodeksu Prawa Kanonicznego. T. 1. Ks. 1, Normy ogólne, Poznań 2003 (wspólnie z Józefem Krukowskim).
- Europa obojga praw, Katowice 2006.
- Dylematy. T. 1-3, Lata 1995–2005, Katowice 2006.
- Szkoły kanonistyczne, Warszawa 2009.